# Said Rustamov
Said Rustamov (en azerí: Səid Rüstəmov) fue un famoso compositor, director de orquesta y pedagogo de Azerbaiyán.

## Vida

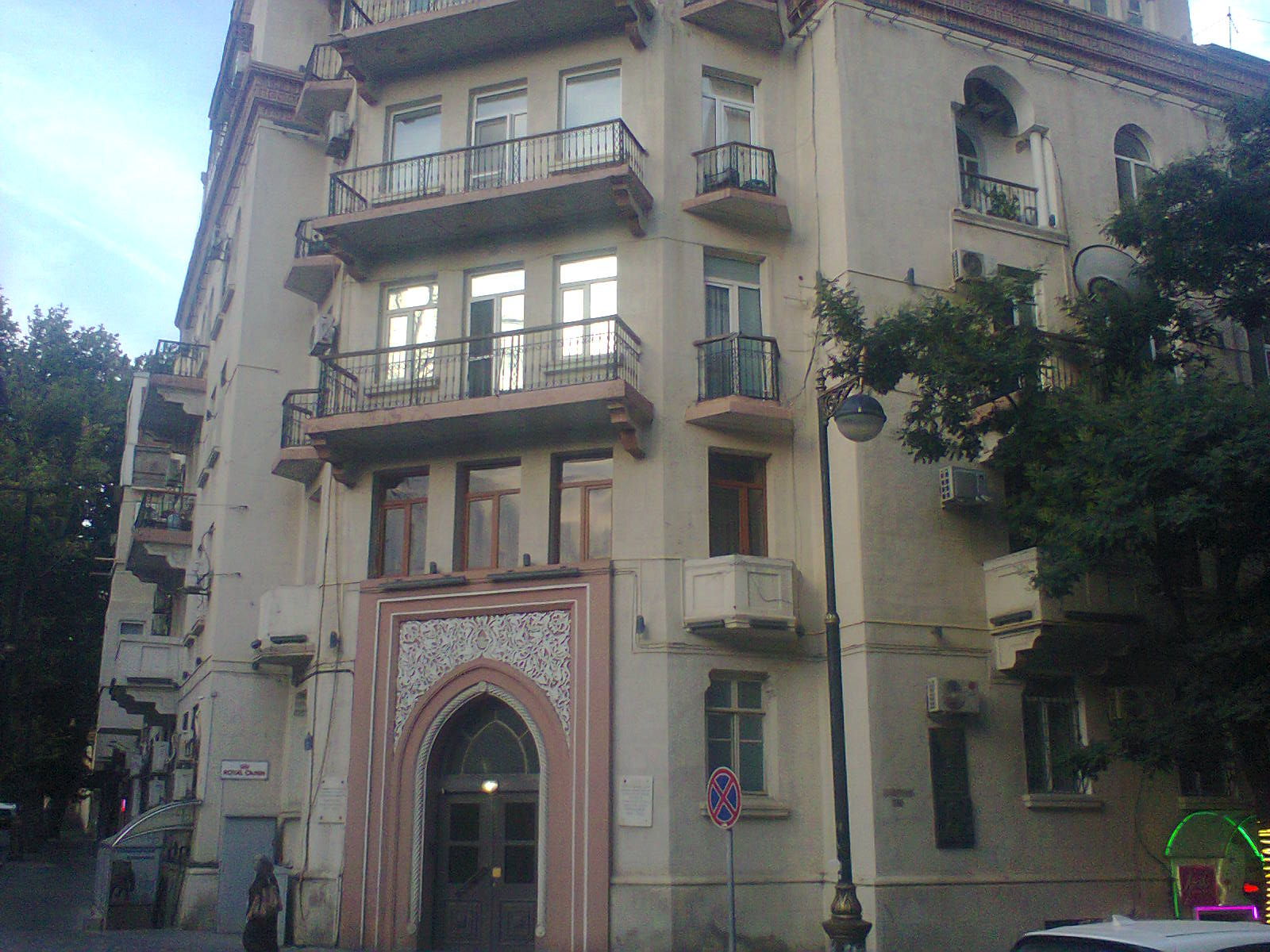
La casa en Bakú donde vivió Said Rustamov.

Said Rustamov nació el 12 de mayo de 1907 en Ereván. Desde su infancia demostró un gran interés por la música. En 1919 la familia de Said se mudó a Bakú y él ingresó al seminario de maestros. En el año 1924 Said ingresó a la escuela de música. En la escuela sus maestros fueron Mansur Mansurov y Uzeyir Hajibeyov. En el año 1932 Said graduó de la Universidad Pedagógica de Azerbaiyán. En el año 1935 fue nombrado director de la orquesta folclórica que establecida recientemente. En los años 1948 – 1953 Said Rustamov fue el presidente de la Unión de los Compositores de Azerbaiyán. Durante su carrera musical Said compuso cientos de piezas musicales.
Said Rustamov murió el 10 de junio de 1983.

## Premios
- Premio Stalin del Estado (1951)
- Artista del Pueblo de la RSS de Azerbaiyán (1957)
- Orden de la Bandera Roja del Trabajo (1959)
- Orden de la Amistad de los Pueblos